# H9N2
H9N2 – szczep wirusa ptasiej grypy, powstały z mutacji podstawowego wirusa typu A. W 1999 i 2003 r. szczep H9N2 spowodował chorobę u trzech osób w Hongkongu, wszystkie wyzdrowiały.